# Eduardo Rivera
Eduardo Rivera, también conocido como Eduardo Shacklett (Ciudad de México, 30 de noviembre de 1965) es un primer actor y modelo mexicano, que ha desarrollado papeles de villano dentro de múltiples series y telenovelas.

## Biografía
Eduardo Shacklett nació en Ciudad de México. Posee una extensa trayectoria como actor de novelas mexicanas, también ha trabajado en la televisión. Su primera aparición fue en María Mercedes, producida por Valentín Pimstein en 1992, donde interpretó el personaje de Danilo. En la mayoría de sus actuaciones ha interpretado personajes villanos.

## Filmografía

### Telenovelas
| Año     | Trabajo                      | Rol                        |
| ------- | ---------------------------- | -------------------------- |
| 1992    | María Mercedes               | Danilo Terán               |
| 1992    | De frente al sol             | Jacinto                    |
| 1993-94 | Más allá del puente          | Jacinto                    |
| 1994-95 | Caminos cruzados             | Diego                      |
| 1995-96 | Acapulco, cuerpo y alma      | Oscar Rodríguez            |
| 1997    | Pueblo chico infierno grande | Gildardo Heredia Zavala    |
| 1998    | La usurpadora                | Larry                      |
| 1998-99 | Ángela                       | Emeterio González          |
| 1999    | Serafín                      | Juancho                    |
| 1999-00 | Mujeres engañadas            | Teniente José Luis Ortega  |
| 2000-01 | Primer amor                  | Artemio                    |
| 2001-02 | Navidad sin fin              | José Luis                  |
| 2004    | Amar otra vez                | Ismael Pardo Iglesias      |
| 2005    | Pablo y Andrea               | Míkonos                    |
| 2006    | Duelo de pasiones            | Hugo Torres                |
| 2006-07 | Las dos caras de Ana         | Marcos                     |
| 2008    | Querida enemiga              | Darío Aguilar              |
| 2008-09 | Cuidado con el ángel         | Doctor de la Cruz Roja     |
| 2010    | Soy tu dueña                 | Juan Granados              |
| 2011    | Rafaela                      | Alfredo Contreras          |
| 2011-12 | Amorcito corazón             | Ricardo Pacheco Hernández  |
| 2012-13 | Amores verdaderos            | Matón                      |
| 2013-14 | De que te quiero, te quiero  | Abdul Abdalá               |
| 2014-15 | Hasta el fin del mundo       | Ramón                      |
| 2015-16 | La vecina                    | Anselmo Barajas            |
| 2016    | Simplemente María            | Eugenio Galindo            |
| 2017    | Enamorándome de Ramón        | Ricardo Medina Requena     |
| 2017    | El Bienamado                 | Bracamontes                |
| 2017    | Muy padres                   | Eduardo Fabbri             |
| 2018    | La taxista                   | Abundio "El Tigre" Pizarro |
| 2019    | Ringo                        | Bruno                      |
| 2020-21 | La mexicana y el güero       | Sabino                     |
| 2023-24 | Golpe de suerte              | Negrete                    |

### Series de televisión
| Año     | Trabajo                       | Notas                            |
| ------- | ----------------------------- | -------------------------------- |
| 1996-04 | Mujer casos de la vida real   | Besos de muerte (2003) - Daniel  |
| 2007    | La Familia Peluche            | Un episodio                      |
| 2007    | S.O.S.: Sexo y otros secretos | Interpreta a Vicente             |
| 2008-17 | La rosa de Guadalupe          | Varios episodios                 |
| 2008    | Ugly Betty                    | Interpreta al detective Baptista |
| 2016    | Un día cualquiera             | Un episodio                      |
| 2013-20 | Como dice el dicho            | Varios episodios                 |

### Show
| Año  | Trabajo           | Notas           |
| ---- | ----------------- | --------------- |
| 1999 | Solo para mujeres | Primera edición |